# Filipów
Filipów (litauisch Pilypavas) ist eine ehemalige Stadt in der Landgemeinde im Powiat Suwalski der Woiwodschaft Podlachien in Polen. Der Ort ist Sitz der gleichnamigen Landgemeinde mit etwa 4400 Einwohnern.

## Geographie

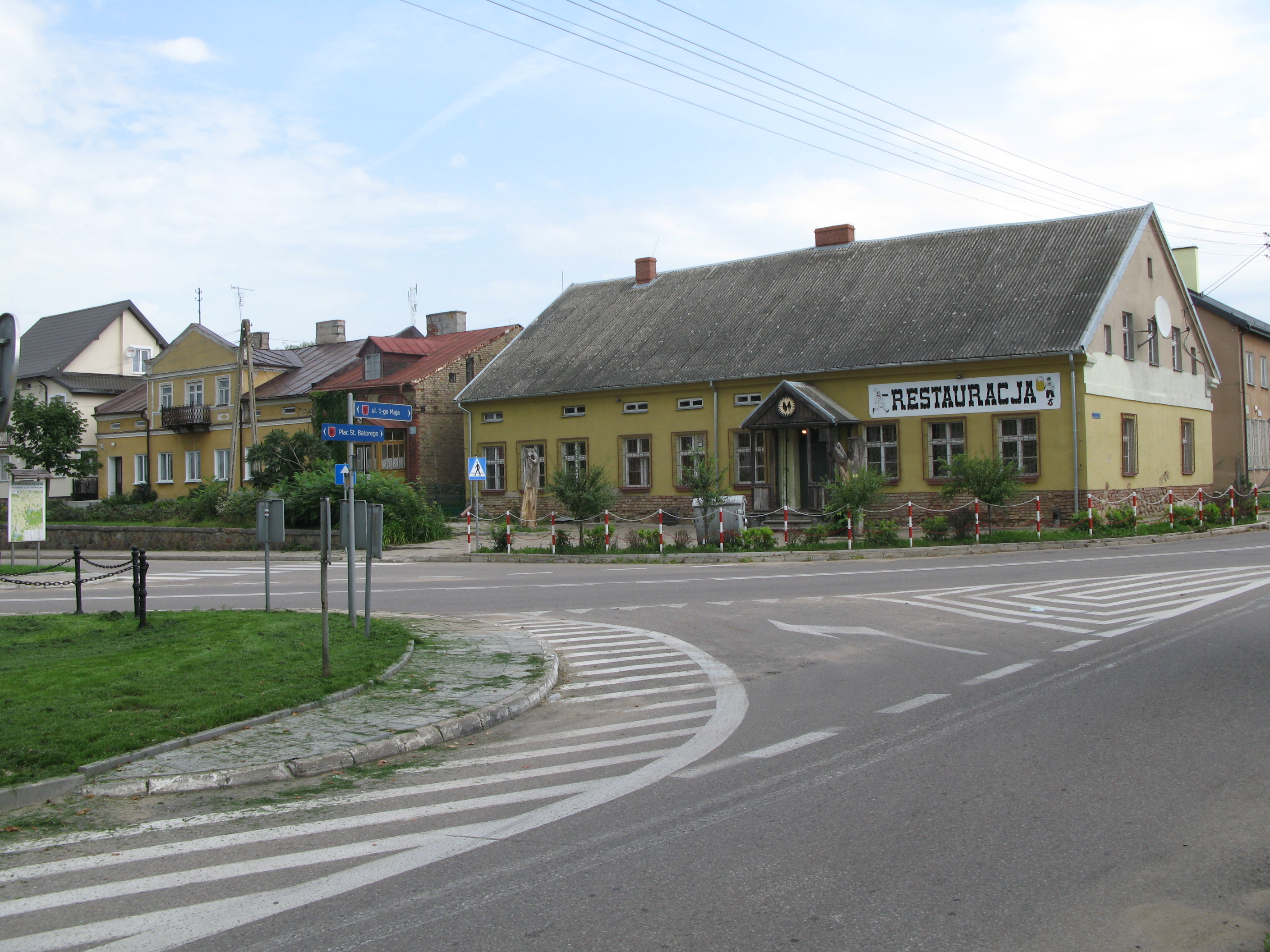
Ortsmitte

Filipów liegt in der historischen Region Suwalszczyzna am Fluss Rospuda, der im Norden des Orts den Jezioro Kamienne verlässt und im Süden den kleineren Jezioro Długie durchfließt. Die beiden Seen sind eiszeitliche Rinnenseen und gehören zur Pojezierze Suwalskie (Suwałki-Seenplatte).

## Geschichte
Das Stadtrecht wurde dem Ort im Jahr 1570 verliehen. Bei der Dritten Teilung Polens 1795 fiel die Stadt an Preußen, 1807 gehörte sie zum Herzogtum Warschau und wurde 1815 Teil des russischen Kongresspolens. Im Jahr 1861 hatte die Stadt 291 Häuser und 2551 Einwohner. Die bedeutende jüdische Gemeinde zählte 812 Menschen. Die Stadtrechte wurden 1870 entzogen.
Im Jahr 1909 wurde Filipów Sitz einer Pfarrgemeinde der altkatholischen Mariavitenkirche. Die Ruine der zerstörten Kapelle wird weiterhin erhalten.
Seit 1918 wieder polnisch, lag der Ort in unmittelbarer Nähe zur deutschen Grenze. Im Zweiten Weltkrieg wurde Filipów zu 90 Prozent zerstört. Von 1975 bis 1998 gehörte es zur Woiwodschaft Suwałki.
Schlacht von Filipów
Im Zweiten Nordischen Krieg (1655–1660) trafen bei der Schlacht von Filipów am 22. Oktober 1656 11.000 Soldaten aufeinander. Der Kampf endete mit einem Sieg der schwedisch-brandenburgisch-preußischen über die polnisch-litauischen Truppen.

## Gliederung
Der Ort Filipów ist in vier Ortsteile mit einem Schulzenamt eingeteilt: Filipów Pierwszy, Filipów Drugi, Filipów Trzeci und Filipów Czwarty (bzw. Filipów I–IV).

## Sehenswürdigkeiten

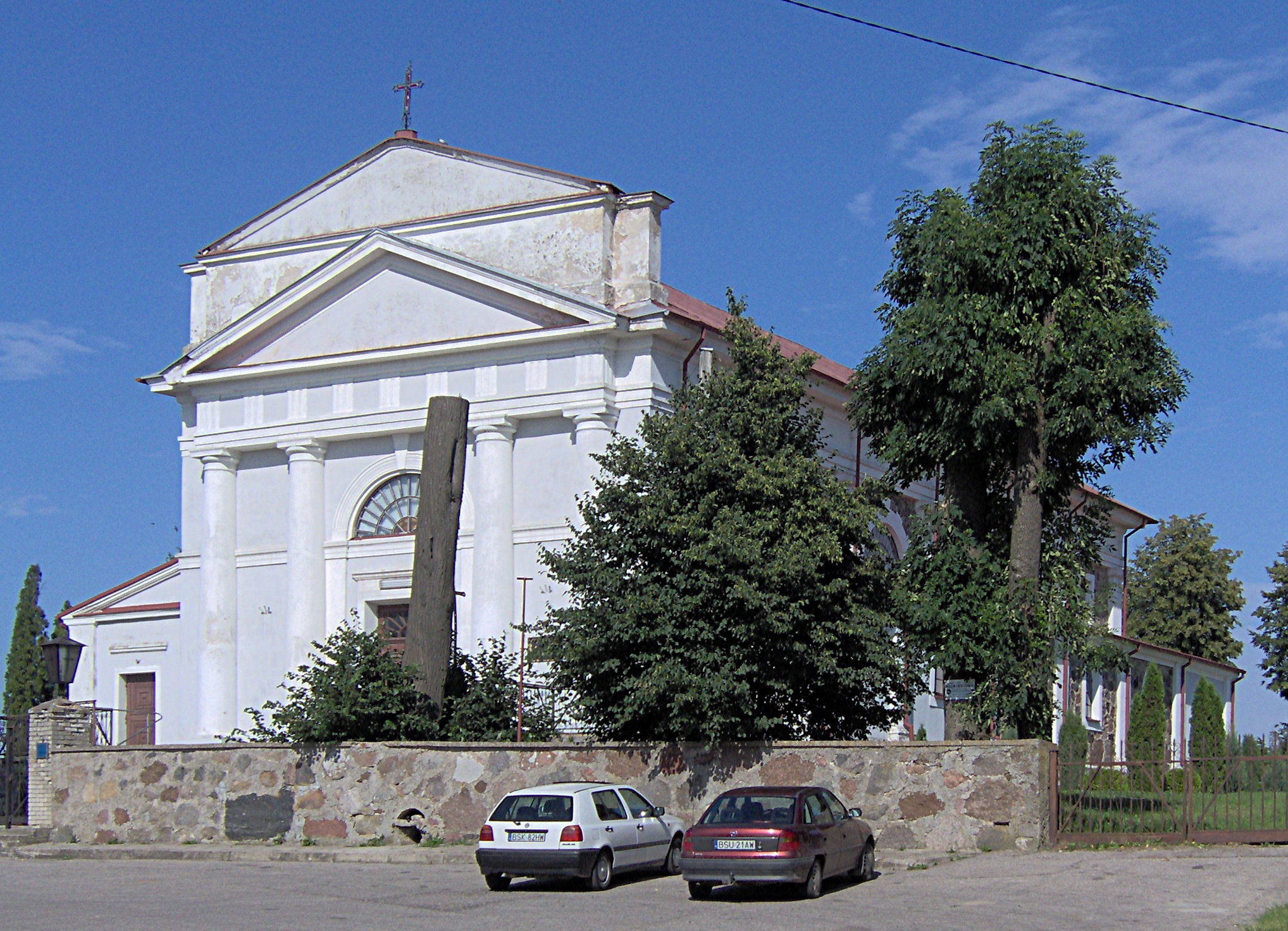
Pfarrkirche des Orts

- Die 1838 erbaute, klassizistische Pfarrkirche steht unter Denkmalschutz. Der Entwurf stammt von Chrystian Piotr Aigner. Der barocke Hauptaltar stammt aus der Mitte des 17. Jahrhunderts.[3]
- Römisch-katholischer Friedhof[4]
- Jüdischer Friedhof[5]
- Der mariavitische und die Reste des evangelischen Friedhofs stehen nicht unter Denkmalschutz.

## Persönlichkeiten
- Andrzej Wiszowaty (1608–1678), unitarischer Philosoph, Sozianer und Theologe; geboren in Filipów.